# Joseph Fontanet
Pour les articles homonymes, voir Fontanet.
Joseph Fontanet est un homme politique français, né le 9 février 1921 à Frontenex (Savoie) et mort le 2 février 1980 à Paris 7e.
Figure démocrate-chrétienne, il fut plusieurs fois ministre, dont ministre du Travail puis ministre de l'Éducation nationale sous la présidence de Georges Pompidou. Après la mort de Pompidou, il se met en retrait de la vie politique et tente notamment le lancement d’un journal généraliste, J'informe, qui échoue.
Il est victime d’un assassinat non élucidé, perpétré devant son domicile du 16e arrondissement de Paris et meurt le lendemain à l’hôpital Laennec.
Il est le père du dirigeant d'entreprise Xavier Fontanet et de l'épidémiologiste Arnaud Fontanet.

## Biographie

### Une jeunesse catholique et résistante
Joseph Paul Marie Fontanet, né le 9 février 1921 à Frontenex (Savoie), est le premier des huit enfants de Joseph Fontanet (grièvement blessé en 1915) et de son épouse (depuis 1920) Marthe Blanchard, apparentée aux familles de Montgolfier et Seguin.
La famille Fontanet est une vieille famille bourgeoise et catholique de Savoie ; l'arrière-grand-père de Joseph Paul Marie, Jean-Pierre Fontanet, maître de forges et conseiller d'arrondissement, milite pour le rattachement de la Savoie à la France (effective le 24 mars 1860) et est à l'origine de la création de la paroisse et de la commune de Frontenex (par scission de celle de Cléry) : il en est le premier maire en 1866. Son fils, prénommé Joseph, le grand-père de Joseph Paul Marie, crée une entreprise de fabrication de pâtes alimentaires à Albertville (qui ne fermera qu'en 1955). Il a un fils qu’il prénomme également Joseph, le futur père de Joseph Paul Marie.
Après avoir étudié à la maison sous la conduite de sa mère, Joseph Paul Marie entre à l’âge de 10 ans à l'institution des Chartreux de Lyon. Il obtient son baccalauréat à 16 ans, avec une note de 20 sur 20, puis est admis directement à HEC. Il est alors logé chez les Pères maristes. À Paris, Joseph Fontanet participe aux Équipes sociales de jeunes gens, mouvement d'amitié et d'échanges entre jeunes étudiants et ouvriers, animé par Robert Garric, un universitaire catholique.
À la fin de ces deux ans, il rejoint l'entreprise de son père, mais, un an plus tard en 1940, il s'inscrit au doctorat de droit à Lyon, tout en militant à la JEC.
Durant l'automne et l'hiver 1941, il effectue huit mois dans les chantiers de jeunesse en Isère, mais est réfractaire au STO au printemps 1943 ; il rejoint alors un maquis de Frontenex. En juillet 1943, il décide de rejoindre les armées françaises d'Afrique ; à la seconde tentative, il parvient à traverser les Pyrénées avec un groupe qui est arrêté en Espagne par la Guardia Civil. Enfermé à Barbastro puis à Saragosse, il est finalement expédié au camp de Miranda, avant d'être placé en semi-liberté et de travailler à l'ambassade du Gouvernement provisoire d'Alger. Fin 1943, il rejoint Xavier Hamelin à Casablanca, puis tous deux intègrent une unité de chars de reconnaissance de l'armée du général de Lattre de Tassigny. Joseph Fontanet, brigadier et chef de char, participe au débarquement de Provence dans la 1re division blindée du général Touzet du Vigier et à la campagne d'Allemagne : il est l'un des premiers à entrer dans Mulhouse libérée, combat à Colmar, puis en Forêt-Noire. Il est cité deux fois à l'ordre de son unité.

### Une rapide ascension au sein du MRP
Dès la Libération, Joseph Fontanet participe à la création du Mouvement républicain populaire (MRP) en Savoie. Joseph Fontanet est disponible et travailleur. Cet engagement réunit sa volonté, depuis sa jeunesse, d'entrer en politique, et des convictions chrétiennes, rejetant la lutte des blocs.
Doté à la fois d'une solide formation, d'une aura de résistant et d'une ancienneté dans les cercles démocrates-chrétiens, il est candidat aux législatives en Savoie dès juin 1946, à  l’âge de 25 ans. Il est battu par le député sortant, Joseph Delachenal, un cousin de ses parents. La même année, il devient le responsable départemental du MRP avec Jean Blanc, et entre au Bureau national d'études du MRP, et en devient rapidement le responsable pour les questions économiques. En 1948, à 27 ans, il est élu secrétaire général adjoint du MRP : il en sera le secrétaire général quinze ans plus tard, de 1964 à 1966,.
Il devient le directeur de cabinet de Jules Catoire, secrétaire d'État à la Santé, à la fin des années 1940. Joseph Fontanet est désigné en 1952 comme membre de l'Assemblée de l'Union française.

### L'implantation en Savoie: conseiller général et député
Chaque semaine, Joseph Fontanet s'imposait d'être présent en Savoie. Candidat malheureux aux législatives de 1946 et 1951, mais qui s'implante progressivement, il se présente comme conseiller général dans le canton de Moûtiers (Savoie) où sa liste avait réalisé un bon score lors des législatives, et il y est élu en 1951. Il sera réélu en 1958, 1964 et 1970.
Joseph Fontanet compense son manque de chaleur et de talents oratoires par une préparation la plus complète de ses campagnes et dossiers, et s'appuyant sur l'un de ses proches, Jean Blanc. En 1956, il est élu député de la Savoie dans la circonscription de la Tarentaise, où il peut s'appuyer sur un vote paysan et catholique, ainsi qu'anticommuniste, mais aussi sur des habitants que le développement de l'industrie de la neige enrichit. Il sera réélu à chaque législative, en 1958, 1962, 1967, 1968 et 1973. Durant ses périodes ministérielles, ses suppléants furent Léon Delemontex, qui siégea de 1959 à 1962, et Georges Peizerat de 1969 à 1973. Rapidement, des accords politiques locaux, personnels, permettent aux deux ministres savoyards, le gaulliste Pierre Dumas et le centriste Joseph Fontanet, d'être réélus sans primaires à droite.

### Du secrétariat d'État au Commerce au ministère de la Santé
Joseph Fontanet est nommé secrétaire d'État à l'Industrie et au Commerce le 8 janvier 1959 dans le premier gouvernement de Michel Debré et auprès du ministre Jean-Marcel Jeanneney. Il reste en poste jusqu'au 17 novembre 1959, date à laquelle il devient secrétaire d'État au Commerce intérieur et cela jusqu'au 24 août 1961. C'est à lui qu'on doit la fameuse campagne « Suivez le bœuf » lancée en octobre 1960 (campagne qui se poursuit sous son successeur François Missoffe) et qui suscite la création de la chanson satirique Une Vache à mille francs par Jean Poiret.
Il devient ministre de la Santé publique et de la Population le 24 août 1961 dans le dernier gouvernement de Michel Debré. Il conserve son poste dans le premier gouvernement de Georges Pompidou, constitué le 15 avril 1962. Il démissionne un mois plus tard, le 15 mai 1962. En effet, après la conférence de presse présidentielle du 15 mai 1962, où le général de Gaulle ironise sur l'Europe du « volapük intégré », Joseph Fontanet et les autres ministres MRP (Pierre Pflimlin, Robert Buron, Paul Bacon et Maurice Schumann) marquent leur rupture avec les gaullistes en démissionnant du gouvernement.

### Douze ans pour orienter la Savoie vers l'or blanc
Redevenu député en 1962, Joseph Fontanet se rapproche de la Savoie.
À partir de 1963, le Centre démocrate remplace le MRP et cela accentue une orientation d'opposition à De Gaulle ; en 1964 et 1965, il entame un rapprochement avec Gaston Defferre (à travers la campagne pour M. X lancée par le journal L'Express) ; contrairement à Jean Lecanuet qui, pour les législatives de 1967, souhaite un accord avec la FGDS, Joseph Fontanet préfère une alliance avec les républicains indépendants ou les gaullistes. Il est membre du comité directeur du Centre démocrate de 1966 à 1967.
Lors des élections cantonales de 1964, le radical Jules Bianco est battu par un candidat du CDS ; le conseil général doit désigner un nouveau président, qui est Joseph Fontanet. Cette élection marque une rupture avec une certaine tradition de cogestion du conseil général indépendamment des étiquettes politiques. Néanmoins, l'ensemble des élus soutiennent le développement touristique de la Savoie, entamé par la génération précédente d'élus ; Antoine Borrel, ancien ministre et créateur de la Maison du Tourisme, Pierre de La Gontrie et Pierre Cot, les créateurs de Courchevel.
La poursuite du Plan neige et la construction des stations de troisième génération en Tarentaise : Les Menuires (1966), Les Arcs (1968) et Val Thorens (1971). En 1975, la Savoie dispose d'autant de lits touristiques que d'habitants ; 330 000. En parallèle, Joseph Fontanet est aussi à l'origine du parc national de la Vanoise, créé en 1963.
Tout en présidant le Conseil général, Joseph Fontanet devient maire de Saint-Martin-de-Belleville (1965-1977), commune support de Val Thorens, station qu'il inaugure en 1971.

### Un homme charnière du centre-droit
La fin du MRP, qui se fond dans le Centre démocrate en 1965, met fin à l'espérance de Joseph Fontanet d'un parti authentiquement démocrate-chrétien, à l'exemple de la CDU ou de la Démocratie-chrétienne italienne. Alors que pour parler du centre Joseph Fontanet utilisait fréquemment l'image, non pas du marécage auquel il se trouvait réduit, mais d'une ligne de crête, la plus éloignée des extrêmes.
Le Centre devient une force d'appoint de la droite ; l'alliance avec les socialistes étant exclue par la volonté de ceux-ci de ne pas s'opposer aux communistes (échec de la candidature de Gaston Defferre en 1965 et refus des centristes d'une alliance commune avec le PCF) le Centre démocrate s'ancre à droite, minoritaire dans la majorité, et d'où des personnalités comme Joseph Fontanet peuvent peser sur la conduite des affaires.
En 1969, le Centre démocrate soutient la candidature d'Alain Poher, président du Sénat et président de la République par intérim, membre de ce parti. Au premier tour, il obtient 23,31 %. S'opposant à Jean Lecanuet président du Centre démocrate, Joseph Fontanet, René Pleven et Jacques Duhamel rejoignent Georges Pompidou dans l'entre-deux-tours, qui bat Alain Poher (42 %) et est élu président de la République.
Tous trois entrent au gouvernement de Jacques Chaban-Delmas, et créent le Centre Démocratie et Progrès (CDP) qui appartient à la majorité présidentielle. Joseph Fontanet est Premier vice-président, de 1968 à 1974, de ce mouvement présidé par Jacques Duhamel.

### Deux ministères sociaux sous Georges Pompidou
Joseph Fontanet devient alors ministre du travail, de l'emploi et de la population dans le cabinet Jacques Chaban-Delmas du 20 juin 1969 au 5 juillet 1972, puis ministre de l'Éducation nationale de Pierre Messmer du 5 juillet 1972 au 27 mai 1974. Il a alors atteint le sommet de sa carrière politique, et est l'un des ministres les plus en vue, à seulement 48 ans en 1969.
En janvier 1974, il signe, en tant que ministre, l'arrêté du 31 janvier 1974 qui permet la délivrance d'un diplôme d'ingénieur au titre de la formation continue dite filière Fontanet.
En février 1974, sa réforme de l'Éducation nationale rencontre l'opposition des lycéens, qui organisent des manifestations.
Au sein de son cabinet, il s'entoure de plusieurs acteurs du dialogue social : Antoine Veil, Raymond Soubie…

### Une pensée politique novatrice
Joseph Fontanet a toujours été partisan du capitalisme, mais pas du libéralisme.  Ainsi, son biographe Charles Cabaud relève que :

« sa conception de l'idéal en économie politique se décomposait en deux termes : pour lui, la « loi du marché » était seule porteuse de progrès économique, mais il ne la concevait pas sans « le plan », qui permet au pouvoir politique de procéder aux grands choix de société après avoir consulté tous les groupements socio-professionnels représentatifs. »

Eurofédéraliste convaincu et atlantiste — au contraire des partisans de l'Europe-puissance —, Joseph Fontanet était partisan d'une Europe aux compétences larges, politique, militaire et économique ; une vision remise en cause après l'échec de la CED en 1954 et le lancement de projets thématiques (CECA, CEE, Euratom…)[réf. souhaitée].

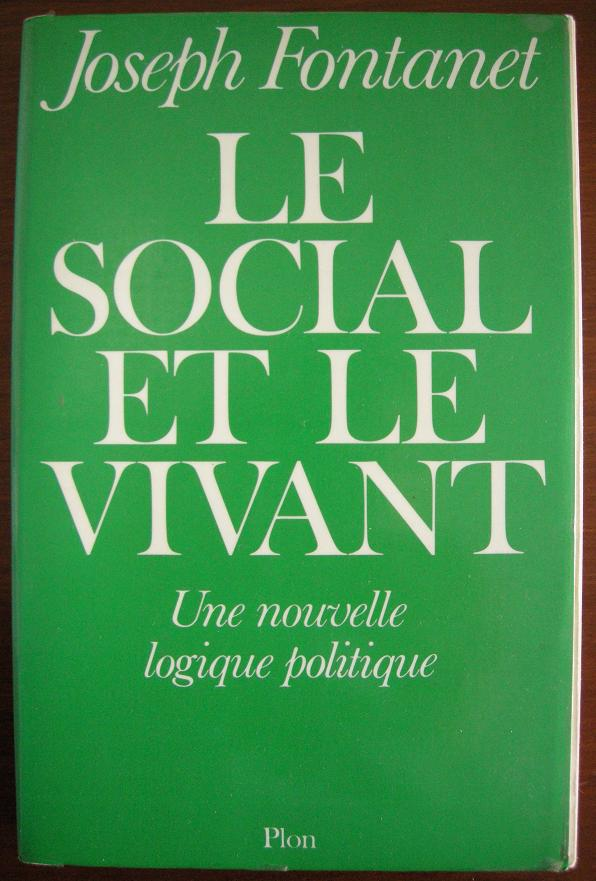
La couverture du livre paru en 1977.

Joseph Fontanet a exposé sa vision politique dans un ouvrage paru en 1977, Le Social et le vivant, dans lequel il constate l'absence de réponses politiques pertinentes à la complexification de la société, et propose un nouveau modèle social (dans la lignée de la nouvelle société proposée par Jacques Chaban-Delmas) afin de gérer la société ; décentralisation, économie mixte, relations sociales partenariales[réf. souhaitée]… 
Capitaliste sans être libéral, Joseph Fontanet était parfois classé à gauche en raison de la grande importance qu'il accordait au progrès social, à la justice sociale, dans une optique chrétienne. Bien que novateur sur le plan social et économique, Joseph Fontanet reste traditionnel sur le plan moral (la famille comme cellule de base de toute société), et accorda un rôle central à la politique familiale dont il fut le ministre[réf. souhaitée].

### La présidentielle de 1974
Pendant la campagne présidentielle, il se range aux côtés de Jacques Chaban-Delmas, avec Jacques Duhamel et le CDP, il apparaît comme un possible Premier ministre en cas de victoire. Ces centristes s'opposent ainsi à Jean Lecanuet et au Centre démocrate. Finalement, la victoire de Valéry Giscard d'Estaing met fin à la carrière ministérielle de Joseph Fontanet, que l'on aperçoit très brièvement dans le documentaire de titre 1974, une partie de campagne, au soir du second tour de l'élection présidentielle.

### Retrait de la vie politique
Son ancien suppléant Georges Peizerat démissionne dès l'annonce de sa non-reconduction au gouvernement, mais il est pourtant battu, le 6 octobre 1974, par le socialiste Maurice Blanc lors d'une élection partielle, alors qu'il tente de retrouver son siège à l'Assemblée nationale.
Beaucoup d'éléments ont défavorisé Joseph Fontanet : 1° le fait que, pour la première fois depuis 1958, le candidat socialiste, Blanc, ait devancé au premier tour le candidat communiste Rochaix ; 2° la date de l'élection, entre deux saisons touristiques, avec donc beaucoup de professionnels de « l'or blanc » absents ; 3° l'absence de son suppléant, très populaire mais malade ; 4° surtout son implication dans la conduite des affaires nationales qui l'ont peu à peu éloigné de sa circonscription.[réf. souhaitée]
En mai 1976, le Centre démocrate et le Centre démocratie et progrès se réunissent pour former le Centre des démocrates sociaux, présidé par Jean Lecanuet.
Redevenu « simple citoyen », Fontanet ne se représente ni lors des municipales de 1977 ni lors des cantonales de 1979, et devient l'animateur du club de Paris (1975-1977).
En 1976, il participe à la création de l'association Évangile et société, dont l'objectif est de promouvoir la doctrine sociale de l'Église.

### Création du quotidienJ'informe
En 1977, Joseph Fontanet fonde et dirige le quotidien du soir J'informe, voulu comme concurrent du Monde, mais ce journal est un échec commercial et sa parution s'interrompt après trois mois seulement. Il devient alors directeur de la Société d'études et de réalisations pour les équipements collectifs (Soderec), qui s'adresse aux collectivités locales.

### Un assassinat non élucidé
Le 1er février 1980, peu après minuit, des inconnus en voiture tirent une balle de 11,43 mm sur Joseph Fontanet alors qu’il se trouve devant son immeuble du 36 boulevard Émile-Augier, Paris 16e. L'ancien ministre se penchait sur le coffre de sa R5 au retour d'un exposé de la Soderec. Il meurt le lendemain à l'hôpital Laënnec, dans le 7e arrondissement de Paris. Les mobiles de ce meurtre restent inconnus.
De nombreux groupuscules de l'extrême gauche à l'extrême droite (Brigades autonomes révolutionnaires, Brigades juives, Section arabe du refus...) revendiquent la responsabilité de l'assassinat mais ces pistes ne sont pas jugées crédibles par la police. Elle écarte également l'hypothèse d'une exécution liée au scandale frappant l'ancien casino d'Annecy, bien que le projet immobilier qui devait le remplacer concerne en partie la Soderec : pour en discuter, Joseph Fontanet avait rendez-vous avec le maire d'Annecy le lendemain de l’attentat,. Une altercation avec un automobiliste est envisagée. La police soupçonne la « bande à Thérèse », un groupe de marginaux qui circulait dans Paris et tirait avec des armes à feu. Dans les années 1990, le commissaire qui avait suivi l'affaire mentionne que l'un d'eux s'était vanté en prison, auprès de son codétenu, d'avoir abattu Joseph Fontanet alors qu'il avait été mis au défi par sa bande de tuer un passant. Cette affirmation se révèle invérifiable, le détenu en question s'étant suicidé en 1983,. Une autre piste évoque une vengeance du gang des Lyonnais aux liens étroits avec le SAC et dont une partie du butin, destiné initialement à cette « police parallèle » du régime gaulliste, aurait servi à financer le journal J'informe dont l'échec en 1977 avait fait perdre leur argent. Enfin, l'hypothèse d'un assassinat politique reste parfois évoquée, Joseph Fontanet était selon le journaliste Benoît Collombat un ami de Robert Boulin mort trois mois plus tôt. L’affaire Boulin est relancée en 2024 à la suite d'un témoignage tardif.
En l'absence de données concrètes, la classe politique se contente de porter un vibrant hommage au serviteur de l'État. Le 6 février 1980, Joseph Fontanet est enterré à Brison-Saint-Innocent en Savoie. Sa maison familiale, à Frontenex, a été rachetée par la commune pour y installer la mairie.

### Vie privée
En 1947, Joseph Fontanet épouse Hélène Pouliquen (née en 1925), attachée parlementaire du MRP, nièce d'Emmanuel Pouliquen et descendante du conventionnel Jacques Quéinnec.
Ils ont ensemble cinq enfants, dont le chef d’entreprise Xavier Fontanet, né en 1948, et l'épidémiologiste Arnaud Fontanet, né en 1961.
Son épouse meurt en 2022 à l'âge de 97 ans.

## Dans la culture populaire
En 1961 après ses propos, en tant que ministre du Commerce intérieur, sur le prix de la viande de bœuf, Joseph Fontanet fait l'objet d'une mention dans La Vache à mille francs, parodie par l’humoriste Jean Poiret de La Valse à mille temps du chanteur Jacques Brel.

## Publication
Joseph Fontanet a exposé sa vision politique dans un ouvrage préfacé par Alain Peyrefitte : 
- Le Social et le Vivant : une nouvelle logique politique, éditions Plon, 1977, 299 p.

### Médiagraphie

#### Presse
- Le Dauphiné libéré du 2 février 2005, par Michel Lévy.

#### Émissions radiophoniques
- « L'assassinat du ministre Joseph Fontanet », Affaires sensibles, France inter, 23 novembre 2020